# Loft (商店)
株式會社Loft是經營生活雜貨連鎖店「Loft」的企業。屬7&I控股旗下崇光·西武的子公司，過去是舊季節集團的一員。
登記上的本店所在地為東京都澀谷區宇田川町，本社事務所為千代田區二番町。

## 概要
1987年11月21日，西武百貨店澀谷店旁開設第一號店澀谷西武Loft館（決定往澀谷以外擴展後更名為澀谷Loft）。當時由於客層及商品與鄰近的東急手創館澀谷店相近，兩者常被相提並論。
之後，Loft開始開展到日本各地，1996年設立株式會社Loft，自西武百貨店獨立。現在以生活雜貨為中心，與東急手創館做出區隔。
由於母公司西武百貨店經營不善，2002年森信託從西武百貨店取得Loft股權，成為最大股東。2007年3月，7&I控股旗下擁有西武百貨店的Millennium Retailing從森信託及永旺取得所有Loft股份，Loft成為Millennium Retailing子公司。這也讓Loft首度打進伊藤洋華堂旗下的購物商場「Ario」。
2009年8月1日，母公司株式會社Millennium Retailing與株式會社SOGO、株式會社西武百貨店三者合併為「株式會社崇光·西武」。
2014年8月1日，Loft與學校法人立命館，為人材培養與地域振興簽署合作協議，同年9月成立日本第一個產學合作同好會「LOFT部」，以京都市的京都Loft為活動據點。

## 營運商店

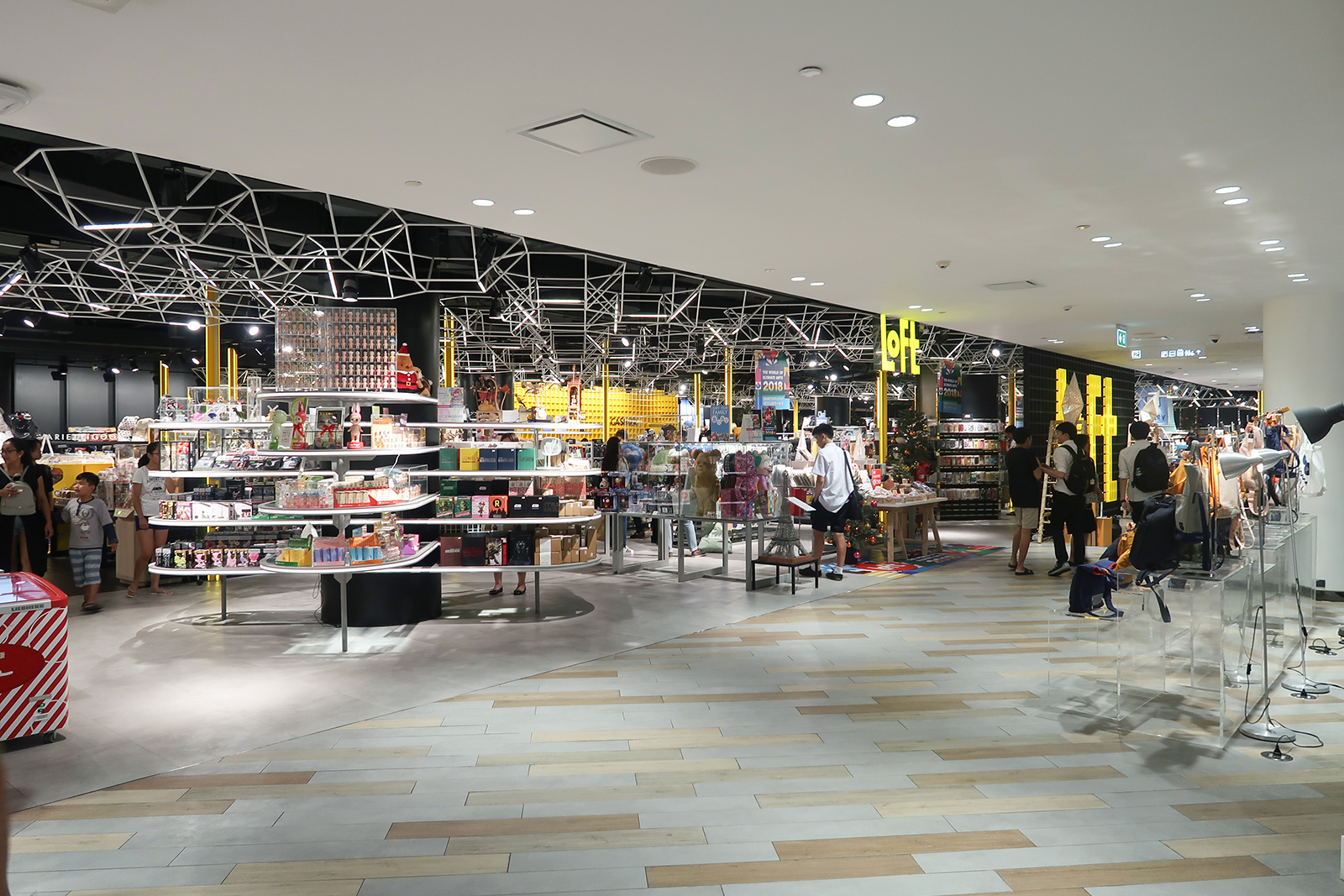
Loft在泰國Siam Discovery分店

Loft與西武百貨店及SOGO皆隸屬崇光·西武公司。
◎…大型店
◇…中型店
○…小型店
SELF&SHELF LOFT（セルフ&シェルフ - ）…文具為中心的店舖

### 北海道、東北

#### 北海道
- 札幌Loft（札幌市中央區）◎：札幌ESTA（日语：札幌エスタ）6樓。
- 旭川Loft（旭川市）◇：西武旭川店B館內。

#### 岩手縣
- 盛岡Loft（盛岡市）◇：2012年3月8日開店[3]。Parc Avenue Kawatoku（日语：カワトク）（パルクアベニュー・カワトク）6樓。面積720m2[4]。

#### 宮城縣
- 仙台Loft（仙台市青葉區）◎：仙台站前開發大樓的核心店鋪。
- 仙台長町Loft（仙台市太白區）◇：LaLa garden長町（日语：ララガーデン長町）2樓。
- 仙台泉Loft（仙台市泉區）◇：Ario仙台泉（日语：アリオ仙台泉），2013年4月27日開店[5]。

#### 秋田縣
- 秋田Loft（秋田市）◇：2011年2月24日開店。FONTE AKITA（日语：フォンテAKITA）2樓。

### 關東

#### 東京都

##### 23區
- 澀谷Loft（澀谷區）◎：西武澀谷店Loft館。
- 池袋Loft（豐島區）◎：西武池袋本店本館南區內。
- 池袋陽光城Loft（豐島區）○：alpa（日语：アルパ (商業施設) (商業施設)）內。
- 大塚Loft（豐島區）○：atre vie大塚（アトレヴィ大塚）3樓。2013年9月12日以SELF&SHELF LOFT形式開店。2015年3月1日改為一般店面。
- 丸之內Loft（千代田區）○：丸之內大廈內。小面積的新型實驗性店面。
- 有樂町Loft（千代田區）◎：有樂町Infoss（日语：TAKARAZUKA1000days劇場）（有楽町インフォス）1樓，2011年9月1日開店。
- 大井町Loft（品川區）○：atre大井町內。
- 二子玉川Loft（世田谷區）◎：二子玉川rise（日语：二子玉川ライズ） Dogwood Plaza內。
- 經堂Loft（世田谷區）○：經堂CORTY（日语：経堂コルティ）內。
- 上野Loft（台東區）◇：上野丸井內。
- 北砂Loft（江東區）◇：Ario北砂（日语：アリオ北砂）內。
- Loft木場店（江東區）◇：：伊藤洋華堂木場店（日语：深川ギャザリア）3樓，2013年11月15日開店。
- 龜有Loft（葛飾區）◇：Ario龜有（日语：アリオ亀有）內，2012年4月20日開店。
- 東京晴空街道（日语：東京ソラマチ）Loft（墨田區）○：東京晴空塔城內東京晴空街道3樓，2012年5月22日開店。
- Loft大森（日语：大森 (大田区)）店（大田區）◇：伊藤洋華堂大森店3樓，2012年7月4日開店。
- SELF&SHELF LOFT 東京巨蛋城LaQua（日语：ラクーア）店（文京區）○：2013年4月30日開店。SELF&SHELF 1號店。

##### 多摩
- 吉祥寺Loft（武藏野市吉祥寺本町（日语：吉祥寺本町））◎：西武運動場舊址。
- 武藏境Loft（武藏野市境南町（日语：境南町））◇：伊藤洋華堂武藏境店西館1樓，2015年3月26日開店[6]。
- 國分寺Loft（國分寺市）○：CELEO國分寺（日语：セレオ国分寺）內。
- 立川Loft（立川市）◎：JR立川站北口，2012年8月30日開店。
- LUMINE立川Loft（立川市）○：LUMINE立川店內，以「立川Loft」於2007年4月27日開店。2012年8月30日開設新店後更名。
- 八王子Loft（八王子市）◇：CELEO八王子（日语：セレオ八王子）北館6樓，2012年10月25日開店。
- Loft南大澤（日语：南大沢）店（八王子市）○：伊藤洋華堂南大澤店1樓，2014年10月10日開店。

#### 神奈川縣
- 橫濱Loft（橫濱市西區橫濱站前）◎：SOGO橫濱店（日语：そごう横浜店）內。
- 東戶塚Loft（橫濱市戶塚區）◇ : AURORA MALL（オーロラモール）5樓。
- 橫濱港北Loft（橫濱市港北區）◇ : TRESSA橫濱（日语：トレッサ横浜）南棟2樓。
- 新橫濱Loft（橫濱市港北區）○：CUBICPLAZA新橫濱（日语：キュービックプラザ新横浜）內。賣場面積540m²。
- 川崎Loft（川崎市幸區）◎：LAZONA川崎廣場內。
- 武藏小杉Loft（川崎市中原區）◇：GRAND TREE武藏小杉（グランツリー武蔵小杉）3樓。2014年11月22日開店。
- 橋本（日语：橋本 (相模原市)）Loft（相模原市綠區）◇：Ario橋本（日语：アリオ橋本）內。
- 相模大野（日语：相模大野）Loft（相模原市南區）◇：bono相模大野（日语：ボーノ相模大野）3樓。2013年3月15日開店。
- Loft古淵（日语：古淵）店（相模原市南區）◇：伊藤洋華堂古淵店內。2015年4月24日開店[7][8]。
- 小田原Loft（小田原市）◇：西武小田原店內，2011年9月16日開店。
- 辻堂（日语：辻堂）Loft（藤澤市）◇：Terrace Mall湘南（日语：テラスモール湘南）3樓，2011年11月11日開店。
- 海老名Loft（海老名市）◇：啦啦寶都海老名（日语：ららぽーと海老名）內，2015年10月29日開店。
- Loft大和鶴間（日语：下鶴間）店（大和市）○：伊藤洋華堂大和鶴間店（日语：大和オークシティ）內，2012年10月12日開店。

#### 埼玉縣
- 浦和Loft（埼玉市浦和區）○：浦和PARCO（日语：浦和パルコ）內。
- 大宮Loft（埼玉市大宮區）◎：SOGO大宮店（日语：そごう大宮店）內，2003年9月13日開店。
- 埼玉新都心Loft（埼玉市大宮區）○：COCOON CITY（日语：コクーンシティ）「COCOON1」內。2015年4月21日商店擴大。
- Loft大宮宮原（日语：宮原町 (さいたま市)）店（埼玉市北區）◇：伊藤洋華堂大宮宮原店3樓，2010年11月5日開店。
- 川越Loft（川越市）◇：LUMINE川越內。
- 所澤Loft（所澤市）◇：西武所澤店內。
- 新三鄉Loft（三鄉市）◎：啦啦寶都新三鄉（日语：ららぽーと新三郷）1樓。
- 川口Loft（川口市）◇：SOGO川口店（日语：そごう川口店）內。
- 鷲宮Loft（久喜市）◇：Ario鷲宮（日语：アリオ鷲宮）內，2012年11月22日開店。
- 上尾ロフト（上尾市）◇：Ario上尾（日语：アリオ上尾）內，2013年6月29日開店。

#### 千葉縣
- 千葉Loft（千葉市中央區）◎：SOGO千葉店（日语：そごう千葉店）內。
- 船橋Loft（船橋市）◎：西武船橋店Loft館。
- 流山Loft（流山市）◇：流山大鷹之森SC（日语：流山おおたかの森SC）內。
- 市原Loft（市原市）◇：Ario市原（日语：アリオ市原）1樓，2013年11月28日開店。

#### 茨城縣
- 水戶Loft（水戶市）◇：京成百貨店（日语：京成百貨店）內。
- 筑波Loft（筑波市）◇：筑波Creo Square（日语：つくばクレオスクエア）Q't內。

#### 栃木縣
- 宇都宮INTER PARK（日语：インターパーク宇都宮南）Loft（宇都宮市）○：FKD購物商場宇都宮INTER PARK店（日语：FKDショッピングモール宇都宮インターパーク店）2樓，2015年5月21日開店。賣場面積約545m2[9]。

### 中部

#### 新潟縣
- 新潟Loft（新潟市中央區萬代City（日语：万代シテイ））◎：LoveLa萬代（日语：LoveLa万代）內。

#### 石川縣
- 金澤Loft（金澤市）◇：片町KIRARA（片町きらら）3樓，2015年9月18日開店。賣場面積1221m2[10]。

#### 福井縣
- 福井Loft（福井市）◇：西武福井店（日语：西武福井店）新館內。

#### 山梨縣
- 甲府昭和Loft（中巨摩郡昭和町）◇：伊藤洋華堂甲府昭和店內，2012年9月28日開店。

#### 長野縣
- 上田Loft（上田市）◇：Ario上田（日语：アリオ上田）內。
- 松本Loft（松本市）◇：Ario松本6樓。2011年12月16日開店。

#### 靜岡縣
- 靜岡PARCO Loft（靜岡市葵區）◎：靜岡PARCO內
- 濱松Loft（濱松市中區）◇：JR濱松站大樓「MAY-ONE（日语：メイワン）」6樓。賣場面積約1,000m2。
- Loft三島店（三島市）◇：伊藤洋華堂三島店2樓，2015年9月4日開店。

#### 岐阜縣
- 岐阜Loft（岐阜市）◎：名鐵長住町大樓（名鐵岐阜站車站大樓）內。

#### 愛知縣
- Loft名古屋（名古屋市中區榮）◎：NADYA PARK（日语：ナディアパーク）內。
- 名站Loft（名古屋市中村區）◇：名鐵百貨店（日语：名鉄百貨店）男士館5樓，2015年4月17日開店。
- 岡崎Loft（岡崎市）◇：西武岡崎店（永旺夢樂城岡崎）（日语：イオンモール岡崎）內。

### 近畿

#### 大阪府
- 梅田Loft（大阪市北區）◎：2011年10月5日重新開幕。
- LUCUA大阪Loft（大阪市北區）○：LUCUA（日语：ルクア）9樓。2015年9月14日重新開幕，賣場面積為原來的3倍大。
- 難波Loft（大阪市中央區）◇：難波中心大樓3、4樓，2014年3月1日開店。
- 阿倍野Loft（大阪市阿倍野區）◎：複合商業設施「and（日语：あべのand）」內。
- 堺Loft（堺市西區）◇：Ario鳳（日语：アリオ鳳）1樓。
- 八尾Loft（八尾市）◇：西武八尾店內。
- 高槻Loft（高槻市）◇：高槻AURORA MALL（高槻オーロラモール）（西武高槻店）內。
- 樟葉Loft（枚方市）◇：京阪百貨店（日语：京阪百貨店）樟葉購物商城（日语：くずはモール）店內。
- 大阪和泉Loft（和泉市）◇：啦啦寶都和泉（日语：ららぽーと和泉）4樓，2014年10月30日開店。
- 千里（日语：千里丘陵）萬博公園Loft（吹田市）◎：啦啦寶都EXPOCITY（日语：EXPOCITY）內，2015年11月19日開店。

#### 京都府
- 京都Loft（京都市中京區）◎：mina京都（日语：ミーナ (商業施設)）內。

#### 兵庫縣
- 戶戸Loft（神戶市中央區）◎：SOGO神戶店（日语：そごう神戸店）內。
- 西宮Loft（西宮市）◎：阪急西宮GARDENS（日语：阪急西宮ガーデンズ）內。賣場面積1,690m²。
- 姬路Loft（姬路市）◇：山陽百貨店（日语：山陽百貨店）西館5樓。

#### 滋賀縣
- 大津Loft（大津市）◇：西武大津店內。

#### 奈良縣
- 奈良Loft（奈良市）◇：伊藤洋華堂奈良店（日语：イトーヨーカドー奈良店）內。賣場面積1,650m²。

### 中四國

#### 岡山縣
- 岡山Loft（岡山市北區）◎：岡山LOTZ（岡山ロッツ）內。
- 倉敷Loft（倉敷市）◇：天滿屋（日语：天満屋）倉敷新店4樓。
- Loft Ario倉敷Shop（倉敷市）○：Ario倉敷（日语：アリオ倉敷）1樓，2015年3月6日開店[11]。

#### 鳥取縣
- 米子Loft（米子市）◇：米子新町天滿屋內。

#### 廣島縣
- 廣島Loft（廣島市中區）◎：SOGO廣島店（日语：そごう広島店）新館8樓。
- 福山Loft（福山市）○：天滿屋福山店7樓。
- 廿日市Loft（廿日市市）◇：youme Town廿日市（日语：ゆめタウン廿日市）2樓，2015年6月11日開店。

#### 德島縣
- 德島Loft（德島市）◇：SOGO德島店（日语：そごう徳島店）8樓。2010年10月28日開店。賣場面積約890m2[12]。

#### 香川縣
- 高松Loft（高松市）◇：丸龜町GREEN（日语：丸亀町グリーン）西館3樓。2015年7月24日開店[13]。

#### 愛媛縣
- 松山Loft（伊予郡松前町）◇：emifull MASAKI（日语：エミフルMASAKI）1樓，2014年3月20日開店。店鋪面積957m2[14]。

### 九州

#### 福岡縣
- 天神Loft（福岡市中央區）◎：天神Loft大樓（日语：天神ロフトビル）內。賣場面積約5,500m2。2007年11月開店。
- 小倉Loft（北九州市小倉北區）◎：COLET（日语：コレット (百貨店)）內。賣場面積約1,400m2。

#### 大分縣
- 大分Loft（大分市）◇：TOKIWA稙田購物城（日语：トキハわさだタウン）2樓。店鋪面積941m2。2014年3月14日開店。

#### 鹿兒島縣
- 鹿兒島Loft（鹿兒島市）◎：丸屋花園（日语：マルヤガーデンズ）3樓。店鋪面積2,000m2。預定2016年春開店[15]。

### 泰國
- 曼谷Loft：Siam Discovery店、Icon Siam店、Chamchuri Square店、Paradise Park店。

### 中国大陆
- 上海Loft:美罗城店

### 臺灣
- 高雄Loft:夢時代店

## 曾經營運的商店

### 香港
- 金鐘太古廣場Loft店，於1990年開幕，2011年6月30日隨著西武金鐘店結業而終止營運。
- 銅鑼灣柏寧酒店Loft店，於1994年開幕，不過很快就結業。

## 備註
1. ↑  株式会社ロフトと学校法人立命館との連携・協力に関する包括協定の締結について （页面存档备份，存于） - 立命館大学、2014年8月1日
2. ↑  ロフトと立命館が協定　商品開発など連携 （页面存档备份，存于） - 京都新聞、2014年8月2日
3. ↑  盛岡に「ロフト」出店　カワトク入居、3月上旬予定 （页面存档备份，存于） 岩手日報
4. ↑  . 盛岡時報.   [2015-07-10]. （原始内容存档于2016-03-04）.
5. ↑   (PDF).   [2016-03-22]. （原始内容存档 (PDF)于2013-11-13）.
6. ↑  .   [2016-03-22]. （原始内容存档于2015-03-03）.
7. ↑  イトーヨーカドー古淵店 来春、リニューアルオープン!PDF - 株式会社イトーヨーカ堂 2014年11月27日
8. ↑  .   [2016-03-22]. （原始内容存档于2016-03-04）.
9. ↑  . 日經新聞.   [2015-07-10]. （原始内容存档于2016-03-04）.
10. ↑  . 北國新聞社.   [2015-07-10]. （原始内容存档于2015-06-09）.
11. ↑  .   [2016-03-22]. （原始内容存档于2016-10-02）.
12. ↑  . 徳島新聞.   [2015-07-10]. （原始内容存档于2011-01-07）.
13. ↑  .   [2015-07-27]. （原始内容存档于2020-09-24）.
14. ↑  . 松山経済新聞.   [2015-07-10]. （原始内容存档于2018-03-10）.
15. ↑  . 南日本新聞（日语：南日本新聞）.   [2015-12-03]. （原始内容存档于2015-12-03）.

## 外部連結
- Loft （页面存档备份，存于）
- LOFT的X（前Twitter）
- Only at Loft的Facebook專頁
- Loft Hong Kong的Facebook專頁